# Cattleya luteola
La Cattleya luteola es una especie de orquídea epifita  que pertenece al género de las Cattleya.  

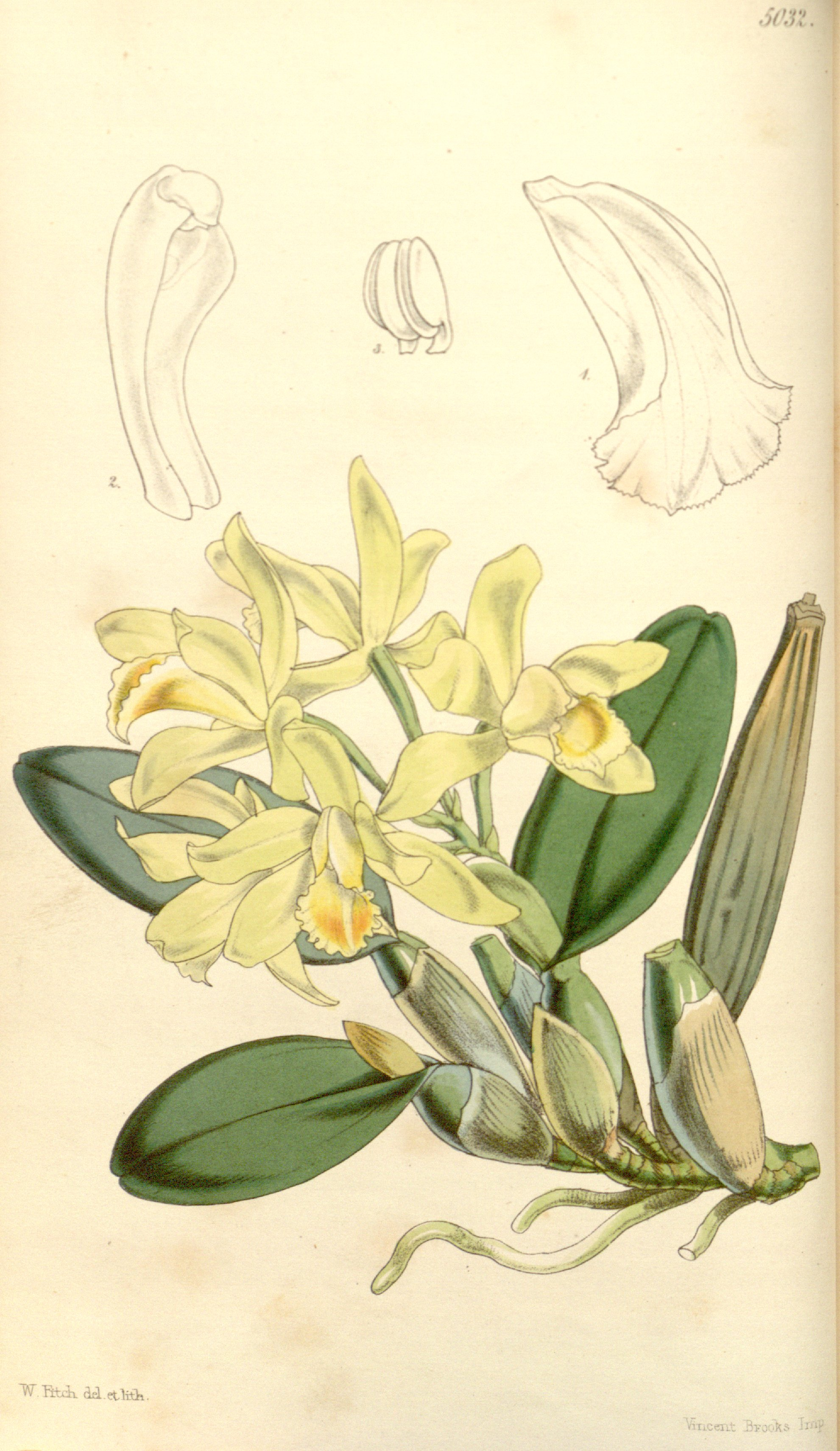
Ilustración

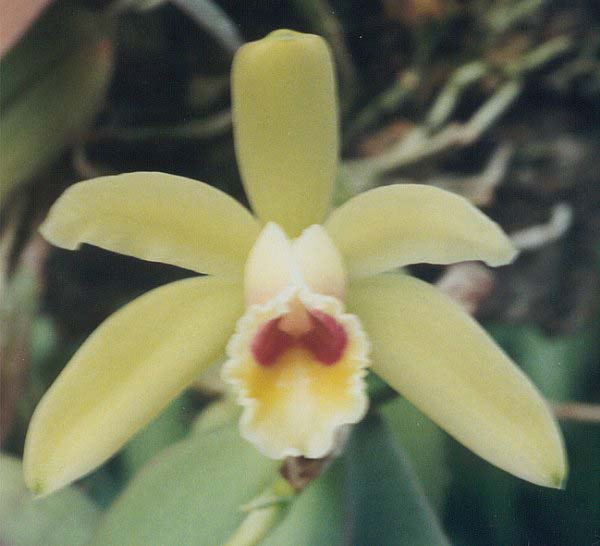
Detalle de la flor

## Descripción
Es una orquídea de tamaño pequeño, con hábitos de epifita y con un delgado rizoma rastrero elipsoide o pseudobulbos sulcados cilíndricos que llevan una sola hoja, apical, oblonga u oblongo-elíptica, obtusa o con muesca apical. Florece a finales del verano hasta el otoño en una inflorescencia terminal, racemosa, de 4 a 15 cm de largo, con varias flores que surgen en un pseudobulbo maduro,  es más corta que las hojas y tiene una gran vaina basal que se seca y  lleva de unos pocos a varias flores de larga duración, fragantes o no.

## Distribución
Es originaria de Brasil, Perú, Ecuador y Bolivia, en los bosques húmedos tropicales de tierras bajas en elevaciones entre los 100 y 1.200 metros y ocasionalmente a 2.000 metros en un lugar fresco para calentar. En cultivo necesitan buena luz.  Esta especie necesita un descanso de invierno pero mientras debe proporcionarle las suficientes necesidades de agua, la luz y el fertilizante y crece mejor en un corcho de montaje.

## Taxonomía
Cattleya lundii fue descrita por John Lindley   y publicado en The Gardeners' Chronicle & Agricultural Gazette 13: 774. 1853.
Etimología
Cattleya: nombre genérico otorgado en honor de William Cattley orquideólogo aficionado inglés,
luteola: epíteto otorgado en honor de Lund (coleccionista holandés de orquídeas de los años 1800).
Sinonimia
- Cattleya epidendroides Rchb.f.
- Cattleya flavida Klotzsch
- Cattleya holfordii Rchb.f.
- Cattleya meyeri Regel
- Cattleya modesta C.A.Mey. ex Regel
- Cattleya sulphurea auct.
- Cattleya sulphurea hort.
- Epidendrum luteolum (Lindl.) Rchb.f.[6][7]